# جعفرآباد (مقاطعة اشتهارد)
جعفرآباد (بالفارسية: جعفرآباد) هي قرية تقع في قسم بلنغ آباد الريفي (مقاطعة اشتهارد) في إيران. يقدر عدد سكانها بـ 70 نسمة .